# Scopula marginevirgata
Scopula marginevirgata är en fjärilsart som beskrevs av Franz Dannehl 1927. Scopula marginevirgata ingår i släktet Scopula och familjen mätare. Inga underarter finns listade.